# Pagua River
Der Pagua River ist einer der längsten Flüsse von Dominica. Er verläuft im Nordosten und bildet auf weiterer Strecke die Grenze zwischen den Parishes Saint Andrew und Saint David.

## Geographie
Für den Pagua River gibt es mehrere geographische Einträge, dabei wird zwischen Oberlauf und den letzten Kilometern des Unterlaufs unterschieden. Die Quellen entspringen hart an der Grenze zum westlich benachbarten Parish Saint Joseph, wo auch die Wasserscheide verläuft (D'Leau Gommier). Seine Quellen liegen dabei auf 380 m über dem Meer und teilen denselben Grundwasserleiter mit dem Layou River, der von dort nach Westen zum Karibischen Meer verläuft. Einige weitere Quellen liegen am Südhang des Mang Peak (⊙) auf fast 600 m Höhe. Östlich von Borne (459 m) bei Deux Branches (⊙) fließen die Haupt-Quellbäche zusammen und bilden die Sisserou Falls. Dann verläuft der Fluss zunächst nach Norden, entlang der Ostflanke der Pagua Hills zum Stonefield Estate, wo weitere Bäche aus den Pagua Hills (⊙) münden, sowie von rechts und Süden die Ravine Pinard und von links und Norden aus dem Gebiet von Bambou der Banana Gutter. Hier schließt sich nach Norden das Einzugsgebiet des Crapaud Hall River an, der erst kurz vor der Mündung ins Meer dem Pagua River zufließt. Der Fluss verläuft in einem großen südlichen Bogen nach Nordosten, wobei er entlang der Hänge der Pagua Hills von Bambou verläuft und nach Süden von den Hängen von Morne Fraser, Morne La Source und zuletzt von Fond Corde (309 m) (Carib Territory) begrenzt wird.
Von den Bergen fließen zahlreiche Bäche zu, von denen nicht alle namhaft sind. Ein größerer Zufluss, der selbst über zahlreiche Seitenbäche verfügt ist der Charles Warner River (mit Ravine Bois Diable), dessen Quellen im Nordwesten des Morne Fraser entspringen und damit an das Einzugsgebiet des Castle Bruce River (mit Raymondstone River) anschließen.
Von rechts und Süden münden im Gebiet der Bois Diable Plantation die Ravine Djerrick, Swamp Ravine, dann bei Lagli die Ravine Tortues und bei Concord die Ravine Touloute sowie die Ravine Chewai Blanc (von Fond Corde). Hier verläuft der Pagua River mit einigen kleinen Teilungsläufen nach Norden und von Bambou von links und Westen fließt ihm die Ravine Pierre zu. Bei Coffee und Balata folgen von rechts und Osten die Ravine Diane und von links und Westen der Jumbie Gutter. Bei Wimblew kommen noch Ravine Pois Doux (r, O) und Frenchman Ravine (r, O) hinzu und im stark mäandrierenden Unterlauf die Ravine Pommes (r, O), sowie von links und Westen der Crapaud Hall River.
Östlich des Einzugsgebiets verlaufen von den Osthängen des Morne Fraser-Massivs zahlreiche kleine Bäche, die jeweils ihr eigenes Einzugsgebiet haben. In die Pagua Bay mündet sonst noch der Magua River mit den Zuflüssen Kusana Ravine und Fibaukati Ravine; er ist somit der nächste östliche Nachbar (⊙). Die Quellen entspringen im Northern Forest Reserve und er erhält Zuflüsse aus dem Central Forest Reserve.